# Ducks Nest
Ducks Nest – zatoka (ang. bay) jeziora Big St. Margarets Bay Lake w kanadyjskiej prowincji Nowa Szkocja, w hrabstwie Hants; nazwa urzędowo zatwierdzona 25 września 1975.